# 팔결신대로
팔결신대로(Palgyeolsindae-ro)는 충청북도 청주시 청원구 오근장동 팔결교삼거리와 청주시 청원구 북이면 신대삼거리 잇는 충청북도의 도로이다.

## 주요 경유지
충청북도
- 청주시 청원구 (오근장동 - 내수읍 - 북이면)

## 노선
| 이름         | 접속 노선                     | 소재지 | 소재지 | 소재지                  | 비고 |
| ------------ | ----------------------------- | ------ | ------ | ----------------------- | ---- |
| 팔결교삼거리 | 팔결로                        | 청주시 | 청원구 | 오근장동                |      |
| 입동삼거리   | 오창대로                      | 청주시 | 청원구 | 내수읍                  |      |
| 입동교       |                               | 청주시 | 청원구 | 내수읍                  |      |
|              | 북이면                        | 청주시 | 청원구 |                         |      |
| 대율삼거리   | 지방도 제511호선 (초정약수로) | 청주시 | 청원구 | 지방도 제511호선과 중복 |      |
| 장고개       |                               | 청주시 | 청원구 | 지방도 제511호선과 중복 |      |
| 신대삼거리   | 신대석성로                    | 청주시 | 청원구 | 지방도 제511호선과 중복 |      |

## 주요 건물 및 시설
- S-OIL 청주공항주유소 (팔결신대로 517/대율리 160-17)